# گمینا رسکو
گمینا رسکو (به لهستانی:  Gmina Resko) یک گمینا در لهستان است که در شهرستان ووبز واقع شده‌است. گمینا رسکو ۲۸۵٫۲۴ کیلومتر مربع مساحت و ۸٬۲۳۶ نفر جمعیت دارد.